# 伯頓 (亞利桑那州)
伯頓（英語：Burton）是位於美國亞利桑那州納瓦霍縣的一個非建制地區。該地的面積和人口皆未知。

## 地理
伯頓的座標為34°19′56″N 110°08′52″W / 34.33222°N 110.14778°W，而該地的平均海拔高度為1862米（即6109英尺）。